# Compangu
El compangu és l'acompanyament carni fumat emprat en l'elaboració de la fabada i els cocidos lebaniego i montañés. Consta generalment de xoriço, botifarró i cansalada viada. És un ingredient típic de la gastronomia d'Astúries i de Cantàbria que s'afegeix a tot tipus de bullits: amb llenties, col, etc. També es pot trobar envasat al buit en molts supermercats. Els ingredients solen ser diversos, a més del botifarró, el xoriço i la cansalada, acostuma a haver-hi altres ingredients com careta de porc o costella fresca.
També es pot anomenar compangu l'aliment carni susceptible de ser ingerit acompanyat únicament de pa, a manera d'entrepà o aperitiu.